# Au Rêve
Au Rêve è il secondo album del duo electro-clash francese Cassius, pubblicato dalla Virgin Records nel 2002.

## Tracce
1. Hi Water
2. The Sounds of Violence
3. Under Influence
4. Room Tone
5. Thrilla
6. Telephone Love
7. I'm a Woman
8. Protection
9. Till We Got You And Me
10. 20 Years
11. Nothing
12. Barocco
13. On